# Vogelzangstraat (Lokeren)
De Vogelzangstraat is een straat en kasseistrook in de Belgische provincie Oost-Vlaanderen ten zuiden van Lokeren. De strook is 1400 meter lang en wordt opgenomen in diverse wielerkoersen. Vroeger was dit de laatste strook in de Omloop Het Nieuwsblad toen de finish in Lokeren lag.  
De straat is sinds 14 juli 2004 een berschermd monument. 